# Podocarpus levis
Podocarpus levis — вид хвойних рослин родини подокарпових.

## Поширення, екологія
Країни поширення: Індонезія (Калімантан, Молуккські острови, Папуа, Сулавесі). Це розсіяне дерево, локально поширене у вічнозелених первинних дощових лісах від близько рівнем моря до 1650 метрів над рівнем моря.

## Використання
Цей вид, як і багато інших подокарпів, є цінним деревом деревини і вирубується з іншими видами, де великі дерева зустрічаються і доступні. Деревина використовується для загальних конструкцій, столярні виробів та меблів. Цей вид не відомий у вирощуванні.

## Загрози та охорона
Вирубка і збезлісення є звичайними загрозами для лісів, де цей вид зустрічається. Цей вид не відомий в охоронних територіях.